# Danzas de Chile

Las danzas de Chile integran su folclor, siendo concebidas inicialmente como una manifestación religiosa durante el periodo prehispánico, pero con el paso del tiempo, adquirieron una connotación recreativa. Las primeras manifestaciones relacionadas al baile se remontan a las practicadas por los pueblos indígenas, entre los cuales el purrún (danzas mapuches) ocupa un lugar preponderante. La conquista española y distintas colonizaciones generaron un mestizaje cuyos efectos culturales terminaron dejando aquellos bailes en un lugar marginal, privilegiando las manifestaciones eclécticas, entre las cuales el mayor paradigma lo constituye la cueca, declarada como la «danza nacional de Chile» en 1979. Se encargan de difundirlas distintos grupos, principalmente el Ballet Folclórico Nacional (1965) y el Ballet Folclórico de Chile (1987). El esquinazo es un homenaje que se hace a alguien en un lugar público con música y danzas folclóricas chilenas.

## Descripción
Las danzas típicas bailadas en Chile clasificadas según cultura, son:
- Chilotas: el chocolate, el costillar, la cueca chilota, el rin, la sirilla, la trastrasera y el vals chilote. Se caracterizan por su alegría, vitalidad y ritmo ágil como manifestación de la música chilota.[6] Son bailadas en las festividades del archipiélago, principalmente en el Festival Costumbrista Chilote, celebrado en Castro anualmente desde 1979.[7]

- Huasas: la cueca campesina, la cueca de salón, la cueca tradicional, la jota chilena, la mazamorra, el pequén, la porteña, la refalosa, la sajuriana y el sombrerito. Fueron influenciadas por la colonización española andaluza (1600-1810), siendo bailadas en las chinganas, Fiestas Huasas, fondas y ramadas.[8] Es realizado el Campeonato Nacional de Destrezas Huasas y Danzas Representativas en Valdivia anualmente desde 2016.[9]

- Mapuches: el choyke pürun, el guillatún, el kollong pürun, el loncomeo, el machi pürun —realizado por un machi durante el machitún—, el mellaaschnakm pürun, el ruketu pürun y el trafyen pürun. Algunas de ellas pertenecen a ceremonias religiosas.[10]

- Nortinas: el baile chino —reconocido como Patrimonio Cultural Inmaterial de la Humanidad desde 2014—,[11] el baile de Cuyacas, el baile de Morenos de Paso, el cachimbo, la cueca minera, la cueca nortina, la cueca pampina, el huachitorito, el membrillazo, el torito, el trote y el tumbe. Se caracterizan por su origen religioso y festivo, cumpliendo un papel fundamental en sus diversas fiestas tradicionales.[12] Son incluidas en el Carnaval con la Fuerza del Sol, celebrado en Arica anualmente desde 2002.

- Patagónicas: Existen danzas introducidas desde Argentina, como el chamamé y la ranchera (mazurca) y otras desde Chile, como la cueca y algunas danzas chilotas. El chamamé y la ranchera gozan de vitalidad, mientras que la cueca y otras danzas se practican en celebraciones costumbristas y presentaciones folklóricas.

- Rapanuis: el atarita, el haka piri, el hoko, el kaunga terongo, el nagana y el sau sau[13] (de influencia samoana). Constituyen parte importante de la cosmovisión del pueblo, siendo incluidas en la fiesta Tapati, celebrada en la isla anualmente desde 1968.

- Urbanas: el baila fútbol —bailado por niños y jóvenes en casas y departamentos—, la cueca brava —bailada por los guachacas en las Cumbres Guachacas y picadas—, la cueca picante —bailada por los flaites en poblaciones y villas—, la cueca porteña —bailada en Valparaíso—, la cueca rock —bailada principalmente en Concepción y Santiago—, la cueca valseada —bailada por los cuicos en salones—, la cumbia chilena —posiblemente la «música más bailada en la historia de Chile» por su popularidad y la simplicidad de sus pasos, principalmente durante la celebración del Año Nuevo— y la danza del chinchinero —bailada por ellos en paseos y plazas—.[14][15][16]